# Халиков, Максим Мансурович
Максим Мансурович Халиков (р. 23 ноября 1979, Магнитогорск, Челябинская область, РСФСР, СССР) — российский боксёр. Двукратный Чемпион России (2000, 2004). Обладатель Кубка мира (2005). Мастер спорта России международного класса

## Биография
Родился 23 ноября 1979 года.
Чемпион России 2000 и 2004 годов. Призёр 2002 года и обладатель Кубка мира 2005 года. Финалист чемпионата мира среди военнослужащих 2004 года. До 2002 года выступал за СДЮСШОР города Трёхгорный, тренер — заслуженный тренер России А. Е. Попов.
С 2002 года выступает за СК «Ринг Магнитки-Кредо», тренер — заслуженный тренер России В. В. Рощенко.

## Спортивные достижения
Международные
- Кубок мира по боксу 2002 года —
- Кубок мира по боксу 2005 года —

Всероссийские
- Чемпионат России по боксу 2000 года —
- Чемпионат России по боксу 2001 года —
- Чемпионат России по боксу 2002 года —
- Чемпионат России по боксу 2003 года —
- Чемпионат России по боксу 2004 года —

### Спортивные звания
- Мастер спорта России международного класса